# Canton de Bellegarde
Pour les articles homonymes, voir Bellegarde.
Le canton de Bellegarde est une division administrative française du département du Loiret en région Centre-Val de Loire.
Il est créé en 1790 sous la Révolution française, modifié en 1801 sous le Consulat et supprimé sous la Cinquième République en 2015.

## Histoire
Le canton est créé le 10 février 1790 sous la Révolution française. Il est alors inclus dans le district de Boiscommun.
À la suite de la suppression des districts et de la création des arrondissements qui survient en 1801 (9 vendémiaire, an X) sous le Consulat, le canton est remanié.
Le canton de Bellegarde est supprimé par le décret du 25 février 2014 définissant le nouveau découpage cantonal. Toutes ses communes sont reversées dans le canton de Lorris.

### Évolution de la composition du canton
| Nom                     | Année d'intégration | Canton précédent          | Année de sortie | Canton suivant |
| ----------------------- | ------------------- | ------------------------- | --------------- | -------------- |
| Auvilliers-en-Gâtinais  | 1790                | -                         | 2015            | Lorris         |
| Beauchamps-sur-Huillard | 1790                | -                         | 2015            | Lorris         |
| Bellegarde              | 1790                | -                         | 2015            | Lorris         |
| Chapelon                | 1801                | Corbeilles                | 2015            | Lorris         |
| Coudroy                 | 1790                | -                         | 1801            | Lorris         |
| Fréville-du-Gâtinais    | 1790                | -                         | 2015            | Lorris         |
| Ladon                   | 1801                | Saint-Maurice-sur-Fessard | 2015            | Lorris         |
| Mézières-en-Gâtinais    | 1790                | -                         | 2015            | Lorris         |
| Moulon                  | 1801                | Saint-Maurice-sur-Fessard | 2015            | Lorris         |
| Nesploy                 | 1790                | -                         | 2015            | Lorris         |
| Ouzouer-sous-Bellegarde | 1790                | -                         | 2015            | Lorris         |
| Quiers-sur-Bezonde      | 1790                | -                         | 2015            | Lorris         |
| Villemoutiers           | 1801                | Saint-Maurice-sur-Fessard | 2015            | Lorris         |

## Représentation

### Liste des conseillers généraux successifs (1833 à 2015)
| Période                                  | Période      | Identité                        | Étiquette          | Qualité |
| ---------------------------------------- | ------------ | ------------------------------- | ------------------ | --- |
| 10 novembre 1833                         | 1848         | Félix Thiercelin                |                    | Notaire, propriétaire Maire de Bellegarde (?-?)                                                              |
| 27 août 1848                             | 1864         | Laurent Cotelle                 | Tiers parti        | Notaire puis propriétaire à Quiers Député du Loiret (1837-1846) Ancien Maire du 6ème arrondissement de Paris |
| 19 juin 1864                             | 1883         | Louis Alfred Driard (1818-1898) | Droite             | Propriétaire et négociant Maire de Montliard (?-?) Ancien conseiller général du Canton de Pithiviers         |
| 12 août 1883                             | 1892         | Georges Cochery                 | Républicain        | Officier puis haut fonctionnaire Député du Loiret (1885-1914) Ministre des Finances (1898 ; 1909-1910)       |
| 6 novembre 1892                          | 1907 (décès) | Georges Sédillot                | Républicain rallié | Médecin Maire de Ladon (?-?)                                                                                 |
| 1907-1922 (décès)                        | 1922         | Jean Martin Chambon             | Radical            | Vétérinaire Maire de Ladon (?-?)                                                                             |
| 1922                                     | 1935         | Narcisse Michaux                | Radical            | Négociant en bois Maire de Bellegarde (1919-1934)                                                            |
| 1935                                     | 1940         | Adolphe Bailly                  | FR                 | Rentier, cafetier Maire de Bellegarde (1934-1944)                                                            |
|                                          |              | Seconde Guerre mondiale         |                    | |
| 1945                                     | 1970         | Joseph Gavaret (1898-1996)      | CNIP               | Négociant en grains, maire de Bellegarde (1944)                                                              |
| 1970                                     | 2001         | Yvon Plisson                    | DVD puis RPR       | Entrepreneur de travaux publics Maire de Bellegarde (1965-2001)                                              |
| 2001                                     | 2015         | Albert Février                  | DVD puis UMP       | Ouvrier Maire de Ladon (depuis 2001)                                                                         |
| Les données manquantes sont à compléter. |              |                                 |                    | |

### Conseillers d'arrondissement (de 1833 à 1940)
Le canton de Bellegarde avait deux conseillers d'arrondissement jusqu'en 1926.
| Période                                  | Période | Identité                             | Étiquette   | Qualité |
| ---------------------------------------- | ------- | ------------------------------------ | ----------- | --- |
| 1833                                     | 1842    | Julien Simon Durand                  |             | Maire de Bellegarde                                                                                         |
| 1833                                     | 1836    | Pierre Pingot                        |             | Marchand de bois à Bellegarde                                                                               |
|                                          |         |                                      |             | |
| 1842                                     | 1848    | François Eustache Grenet (1786-1864) |             | Propriétaire terrien à Ladon, entrepreneur, épicier en gros à Paris                                         |
| 1848                                     |         | M. Sédillot                          |             | Conseiller municipal de Bellegarde                                                                          |
|                                          |         |                                      |             | |
| 1913                                     |         | Édouard Gavaret (1872-1958)          | Républicain | Marchand grainetier à Bellegarde                                                                            |
|                                          | 1940    | M. Fricot                            |             | |
| 1940                                     |         |                                      |             | Les conseils d'arrondissement ont été suspendus par la loi du 12 octobre 1940 et n'ont jamais été réactivés |
| Les données manquantes sont à compléter. |         |                                      |             | |

### Résultats électoraux détaillés
- Élections cantonales de 2001 : Albert Février (Divers droite) est élu au 2e tour avec 58,51 % des suffrages exprimés, devant Jean-Jacques Malet (RPR) (41,49 %). Le taux de participation est de 63,86 % (2 993 votants sur 4 687 inscrits)[9].
- Élections cantonales de 2008 : Albert Février (UMP) est élu au 1er tour avec 68,69 % des suffrages exprimés, devant Dominique Pinault (UDFD) (11,31 %) et Bernard Relave (PCF) (10,45 %). Le taux de participation est de 69,31 % (3 500 votants sur 5 050 inscrits)[10].

## Géographie

### Composition
À sa disparition en 2015, le canton de Bellegarde, d'une superficie de 150 km2, est composé de douze communes.
| Nom                     | Code Insee | Intercommunalité                | Superficie (km2) | Population (dernière pop. légale) | Densité (hab./km2) |
| ----------------------- | ---------- | ------------------------------- | ---------------- | --------------------------------- | ------------------ |
| Auvilliers-en-Gâtinais  | 45017      | CC Canaux et Forêts en Gâtinais | 20,61            | 370 (2014)                        | 18                 |
| Beauchamps-sur-Huillard | 45027      | CC Canaux et Forêts en Gâtinais | 18,09            | 418 (2014)                        | 23                 |
| Bellegarde              | 45031      | CC Canaux et Forêts en Gâtinais | 4,93             | 1 743 (2014)                      | 354                |
| Chapelon                | 45078      | CC Canaux et Forêts en Gâtinais | 6,52             | 274 (2014)                        | 42                 |
| Fréville-du-Gâtinais    | 45150      | CC Canaux et Forêts en Gâtinais | 9,77             | 186 (2014)                        | 19                 |
| Ladon                   | 45178      | CC Canaux et Forêts en Gâtinais | 13,75            | 1 391 (2014)                      | 101                |
| Mézières-en-Gâtinais    | 45205      | CC Canaux et Forêts en Gâtinais | 9,86             | 266 (2014)                        | 27                 |
| Moulon                  | 45219      | CC Canaux et Forêts en Gâtinais | 9,40             | 205 (2014)                        | 22                 |
| Nesploy                 | 45223      | CC Canaux et Forêts en Gâtinais | 12,87            | 389 (2014)                        | 30                 |
| Ouzouer-sous-Bellegarde | 45243      | CC Canaux et Forêts en Gâtinais | 11,57            | 308 (2014)                        | 27                 |
| Quiers-sur-Bezonde      | 45259      | CC Canaux et Forêts en Gâtinais | 16,61            | 1 164 (2014)                      | 70                 |
| Villemoutiers           | 45339      | CC Canaux et Forêts en Gâtinais | 16,18            | 479 (2014)                        | 30                 |

### Démographie

#### Évolution démographique
En 2012, le canton comptait 7 182 habitants.
| 1962  | 1968  | 1975  | 1982  | 1990  | 1999  | 2006  | 2011  | 2012  |
| ----- | ----- | ----- | ----- | ----- | ----- | ----- | ----- | ----- |
| 5 197 | 5 076 | 5 246 | 5 375 | 5 860 | 6 084 | 6 862 | 7 194 | 7 182 |

#### Âge de la population
La pyramide des âges, à savoir la répartition par sexe et âge de la population, du canton de Bellegarde en 2009 ainsi que, comparativement, celle du département du Loiret la même année sont représentées avec les graphiques ci-dessous.
La population du canton comporte 49,2 % d'hommes et 50,8 % de femmes. Elle présente en 2009 une structure par grands groupes d'âge légèrement plus âgée que celle de la France métropolitaine. 
Il existe en effet 93 jeunes de moins de 20 ans pour cent personnes de plus de 60 ans, alors que pour la France l'indice de jeunesse, qui est égal à la division de la part des moins de 20 ans par la part des plus de 60 ans, est de 1,06. L'indice de jeunesse du canton est également inférieur à celui  du département (1,1) et à celui de la région (0,95).
| Hommes | Classe d’âge | Femmes |
| ------ | ------------ | ------ |
| 0,6    | 90 ans ou +  | 1,3    |
| 9,1    | 75 à 89 ans  | 12,3   |
| 14,5   | 60 à 74 ans  | 15,0   |
| 19,8   | 45 à 59 ans  | 18,9   |
| 20,1   | 30 à 44 ans  | 19,5   |
| 16,0   | 15 à 29 ans  | 14,6   |
| 19,8   | 0 à 14 ans   | 18,5   |

| Hommes | Classe d’âge | Femmes |
| ------ | ------------ | ------ |
| 0,4    | 90 ans ou +  | 1,1    |
| 6,6    | 75 à 89 ans  | 9,5    |
| 13,4   | 60 à 74 ans  | 13,9   |
| 20,1   | 45 à 59 ans  | 20,0   |
| 20,3   | 30 à 44 ans  | 19,5   |
| 19,3   | 15 à 29 ans  | 17,7   |
| 19,9   | 0 à 14 ans   | 18,2   |

### Statistiques
| ha | % | ha | % | ha | % | ha | % | ha | % | ha |  |
|    |   |    |   |    |   |    |   |    |   |    |  |